# Fráech mac Finchada
Fráech mac Finchada, o Fróech mac Findchado degli Uí Garrchon dei Dál Messin Corb (... – 495), è stato re del Leinster.
Successe sul trono al padre Fincath mac Garrchu, morto nel 485 e regnò dal 485 al 495 (data della morte). Secondo gli annali irlandesi gli uomini del Leinster furono sconfitti nel 494 da Coirpre mac Néill nella battaglia di Taillten. Questo episodio è associato alla conquista da parte degli Uí Néill di Brega e di Tailtiu. Nel 495 Fráech fu sconfitto e ucciso da Eochu mac Coirpri nella seconda battaglia di Grainaret (oggi Granard, nella contea di Longford).